# Virtualtourist
Virtualtourist (VT) war ein US-amerikanisches Internet-Projekt, das kostenlos touristische Informationen zu annähernd jedem Ort der Welt anbot. Registrierte Nutzer konnten Informationen (Texte, Fotografien, Forum-Beiträge) hinterlegen. Das Angebot diente in erster Linie der Information, v. a. von Individualtouristen. Das Projekt bestand von 1998 bis zum 27. Februar 2017 und umfasste zuletzt 1,6 Mio. Artikel und 3 Mio. Fotografien. VT hatte über eine Million Mitglieder aus mehr als 220 Ländern und Gebieten.
Es finanzierte sich ausschließlich durch Werbung. 2008 war Virtualtourist von TripAdvisor aufgekauft worden. Als Grund für die Schließung gab Tripadvisor rückläufiges Interesse an.

## Angebot
Man konnte u. a. folgende inhaltliche Angebote nutzen:
- Ortszeit
- Unterkunft
- Flugverbindungen
- Ortsansässige Mitglieder
- Tipps von Mitgliedern (mit Kommentierungsmöglichkeit)
- Landkarten
  - Hotelbesprechungen
  - Aktivitäten
  - Restaurantbesprechungen
  - Lokale Gegebenheiten
  - Nachtleben
  - Tipps abseits ausgetretener Pfade
  - Touristenfallen
  - Warnungen und Gefahren
  - Verkehr
  - Besonderheiten für die Packliste
  - Einkaufsmöglichkeiten
  - Sport
  - Allgemeine Tipps
- Fotoalben von Mitgliedern
- Stadtpläne
- Forum
- Diverse Mitgliederinformationen (z. B. Geburtstage), besuchte Länder (grafisch und textlich)
- Treffen der Mitglieder im Ausland
- uvm.

## Auszeichnungen
- Travel + Leisure: 35 Best Travel Sites
- Yahoo!: Most Popular Destination Guide
- Newsweek: Featured Travel Site
- Time: Recommended Travel Forum (2003)
- Best of the internet 'Travel site' (2003)
- Yahoo: Most Popular Guide site (2002)
- AOL: Editor’s Pick (2002)
- USA Today: Hot Site (2001)
- U.S. News & World Report: Best of the Web – Travel Site (2001)